# Spvgg Truchtelfingen
Die Spielvereinigung Truchtelfingen 1911 e. V. ist ein deutscher Fußballverein mit Sitz in Truchtelfingen, einem Stadtteil der baden-württembergischen Stadt Albstadt im Zollernalbkreis.

## Geschichte
Der Verein wurde bereits ursprünglich im Jahr 1911 gegründet. Zur Saison 1949/50 stieg die erste Mannschaft in die zu dieser Zeit zweitklassige Landesliga Südwürttemberg auf. Mit 20:24 Punkten platzierte sich das Team am Ende der Spielzeit innerhalb der Gruppe Nord auf dem achten Platz. Danach wurde die Liga aufgelöst und der Verein ging in die nun viertklassige 2. Amateurliga über. Seit der Jahrtausendwende spielte der Klub nur noch auf Kreisebene.
Seit der Saison 2020/21 gibt es auch eine erste Frauen-Mannschaft, welche in der Bezirksliga Zollern spielte.